# سيريس (سردينيا)
سيريس، (بالإنجليزية:  Siris)‏، هي بلدية في مقاطعة أوريستانو، في إقليم سردينيا الإيطالي، وتقع على بعد حوالي 60 كم (37 ميل) شمال غرب كالياري، وحوالي 25 كم (16 ميل) جنوب شرق أوريستانو. اعتبارا من 31 ديسمبر 2004، كان عدد سكانها 235 ومساحة 6.0 كيلومتر مربع (2.3 ميل مربع). 

## السكان
في سنة 1861 بلغ عدد السكان 205 نسمة، وتطور العدد ليصل في سنة 2011 لـ 224 نسمة.
يظهر هذا المخطط البياني تطور النمو السكاني لـ سيريس (سردينيا)